# (32157) 2000 MR1
(32157) 2000 MR1 est un astéroïde de la ceinture principale d'astéroïdes découvert en 2000.

## Description
(32157) 2000 MR1 a été découvert le 26 juin 2000 à l'observatoire Palomar, situé au nord de San Diego en Californie, par John Broughton.

### Caractéristiques orbitales
L'orbite de cet astéroïde est caractérisée par un demi-grand axe de 2,75 ua, un périhélie de 2,22 ua, une excentricité de 0,19 et une inclinaison de 1,61° par rapport à l'écliptique. Du fait de ces caractéristiques, à savoir un demi-grand axe compris entre 2 et 3,2 ua et un périhélie supérieur à 1,666 ua, il est classé, selon la JPL Small-Body Database, comme objet de la ceinture principale d'astéroïdes.

### Caractéristiques physiques
(32157) 2000 MR1 a une magnitude absolue (H) de 15,1 et un albédo estimé à 0,230.